# 飯江村
飯江村（はえむら）は、福岡県三池郡にあった村。現在のみやま市の一部。

## 地理
矢部川支流・飯江川の上流域に位置していた。

## 歴史
- 1889年（明治22年）4月1日 - 町村制の施行により、三池郡亀谷村・舞鶴村・下飯江村・田浦村、山門郡飯江村が合併して村制施行し、飯江村が発足[1][2]。
- 1920年（大正9年）- 有限責任飯江信用購買組合設立[1]
- 1942年（昭和17年）4月1日 - 三池郡高田村に編入され廃止[1][2]。